# Eschershausen (Holzminden)
Eschershausen is een gemeente in de Duitse deelstaat Nedersaksen. De gemeente maakt (met in het stadhuis een dependance van het, verder te Stadtoldendorf zetelende, bestuur daarvan) deel uit van de Samtgemeinde Eschershausen-Stadtoldendorf in het Landkreis Holzminden. Eschershausen telt 3.461 inwoners.

## Stadsdelen
Tot de gemeente Eschershausen worden het stadje van die naam, alsmede twee andere plaatsjes gerekend; dit zijn Scharfoldendorf, dat in feite een westelijke buitenwijk van Eschershausen is geworden, en het 2 km ten zuidoosten van de stad gelegen gehucht Wiekensen.

## Ligging, infrastructuur
Eschershausen ligt fraai tussen diverse heuvelruggen van het Wezerbergland en het oostelijker Leinebergland, waaronder de Vogler in het westen, de Ith in het noorden en de Hils in het oosten. Door de stad stroomt de Lenne, een beek die bij Bodenwerder in de Wezer uitmondt.
Eschershausen ligt op de kruising van vijf belangrijke wegen:
- een weg noordwaarts  langs Capellenhagen en Duingen naar Gronau aan de Leine (kruising met de Bundesstraße 3), 22 km van Eschershausen
- een weg oost-noordoostwaarts naar Alfeld (Leine), 17 km van Eschershausen
- de Bundesstraße 64, zuidoostwaarts naar Einbeck, 23 km van Eschershausen
- de Bundesstraße 64, zuidwestwaarts naar Holzminden, 19 km van Eschershausen
- de Bundesstraße 240, 13 km noordwestwaarts naar Bodenwerder aan de Wezer. Neemt men deze weg en gaat men na circa 3 km linksaf, dan bereikt men via een 3½ kilometer lang binnenweggetje Stadtoldendorf.

## Economie
Vanwege de fraaie ligging in het Wezerbergland is het toerisme een belangrijke bedrijfstak in Eschershausen.
Van de van 1860 tot 1990 aanwezige, veelzijdige industrie zijn nog enkele bedrijven overgebleven, die echter alle van beperkte betekenis zijn (minder dan 100 werknemers per bedrijf).

## Geschiedenis
Rond de 19e en 18e eeuw v.Chr., in de overgangsperiode tussen de Jonge Steentijd en de Bronstijd, leefden in de streek rond Eschershausen dragers van de Únětice-cultuur (Duits: Aunjetitzer Kultur). Sporen van de aanwezigheid van deze mensen zijn gevonden in de Rothesteinhöhle bij Holzen. 
In de eerste eeuwen van de jaartelling hebben er vermoedelijk Germanen, en wel Cherusken gewoond. In de 8e eeuw is de nederzetting Eschershausen vermoedelijk door Franken gesticht op een kruispunt van twee handelswegen.
In de middeleeuwen werd Eschershausen tot 1409 beheerst door het grafelijk geslacht Von Homburg. De ruïnes van hun middeleeuwse burcht liggen nog op een beboste heuveltop, hemelsbreed 3 à 4 km van zowel Eschershausen als van het ten zuiden daarvan gelegen Stadtoldendorf vandaan. Na het uitsterven van het geslacht Von Homburg viel het stadje aan het ( na de Reformatie protestants gezinde)  Vorstendom Brunswijk-Wolfenbüttel, later het Koninkrijk Hannover en vanaf 1871 het Duitse Keizerrijk. In 1736 stortte de St.Maartenskerk tijdens een kerkdienst in. Of hierbij, en zo ja, hoeveel slachtoffers te betreuren waren, is niet overgeleverd. Tien jaar later was de kerk door nieuwbouw vervangen. Hertog Willem van Brunswijk verleende Eschershausen stadsrechten in 1833.
Van 1860 tot aan de Eerste Wereldoorlog was de winning van natuurlijk asfalt een belangrijke pijler van de lokale economie. Ook werd in de Ith krijt voor schoolbordkrijt gewonnen. Na de Tweede Wereldoorlog, die het stadje geen grote materiële schade kostte, werden meer dan 2.000 Heimatvertriebene uit Silezië opgenomen, waardoor het inwonertal bijna verdubbelde (van 2.500 tot 4.500 rond 1947). Van 1900 tot 1975 reden er passagierstreinen door Eschershausen over een spoorlijn Station Emmerthal- Vorwohle. De spoorlijn is tussen Lüerdissen en Vorwohle in 2006 verwijderd en vervangen door een fietspad.
In 1974 kwam, bij een gemeentelijke herindeling,  een Samtgemeinde van Eschershausen met 4 omliggende dorpen tot stand, die begin 2011 opging in de huidige Samtgemeinde (zie boven).

## Bezienswaardigheden, natuurschoon

### Bezienswaardige gebouwen e.d.
- Het geboortehuis van de schrijver Wilhelm Raabe is een aan hem gewijd museum.

### Natuurschoon
- De talrijke heuvel- en bergruggen van het Wezerbergland bieden talrijke mogelijkheden voor, ook meerdaagse, mountainbike-, fiets- en wandeltochten.  De Ith biedt ook beperkte mogelijkheden voor rotsklimmen.
- Het gehele dal van de Lenne maakt deel uit van een natuurgebied (vogelreservaat). Langs de oevers komen ook zeldzame planten en insecten voor. De voor publiek toegankelijke gedeelten hiervan bieden fraaie doorkijkjes.

## Afbeeldingen

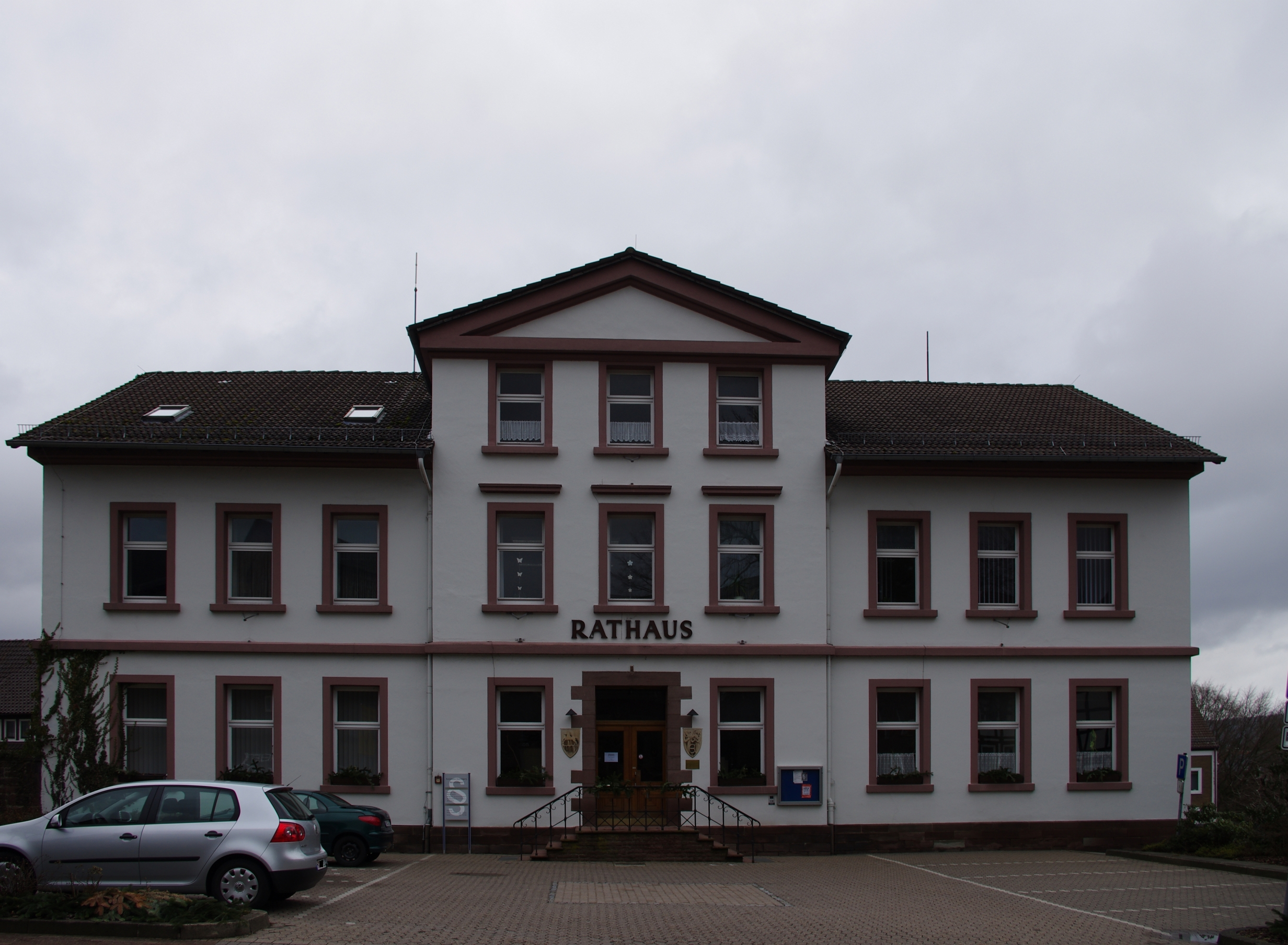
Het gemeentehuis
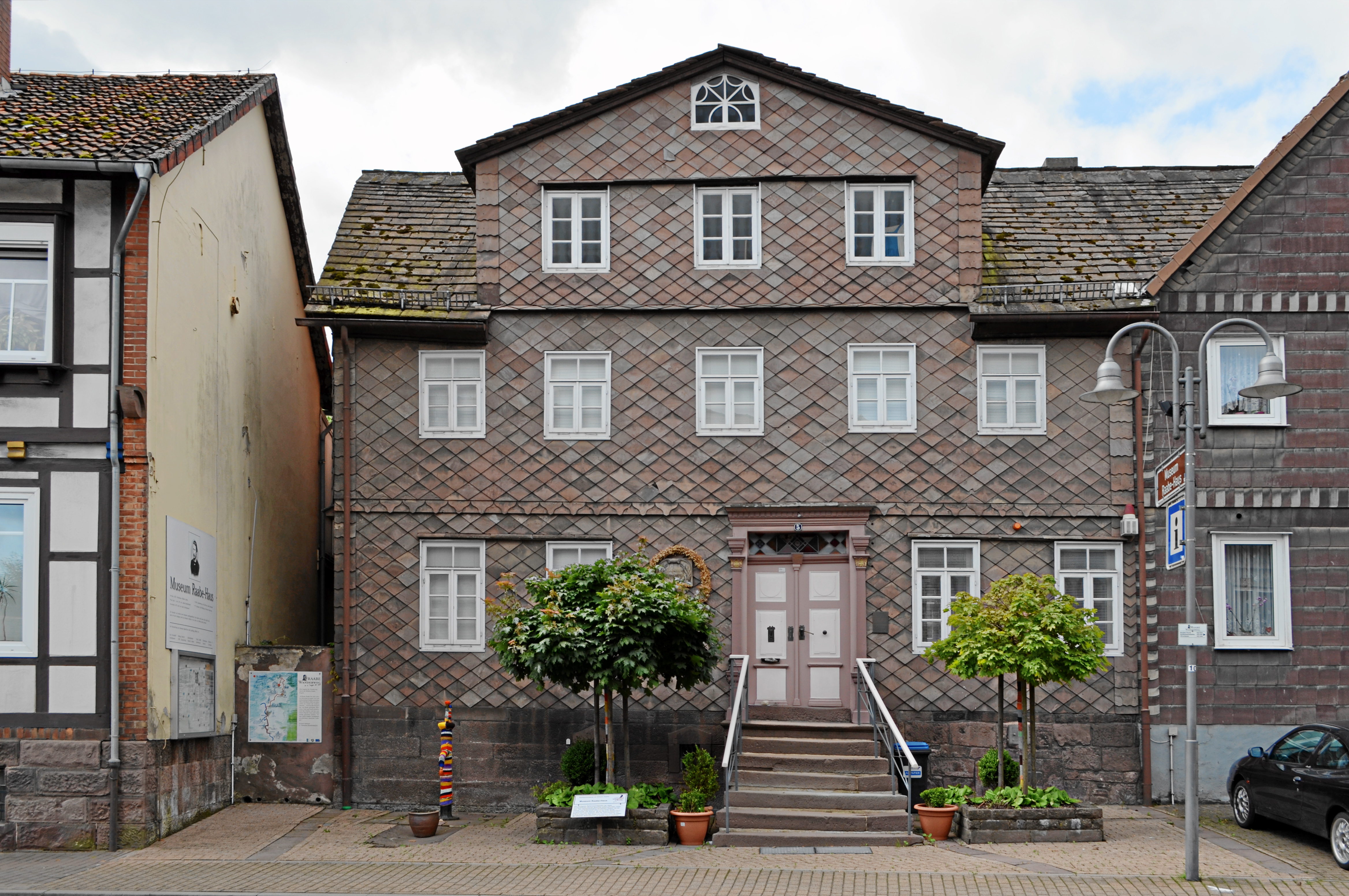
Geboortehuis Wilhelm Raabe
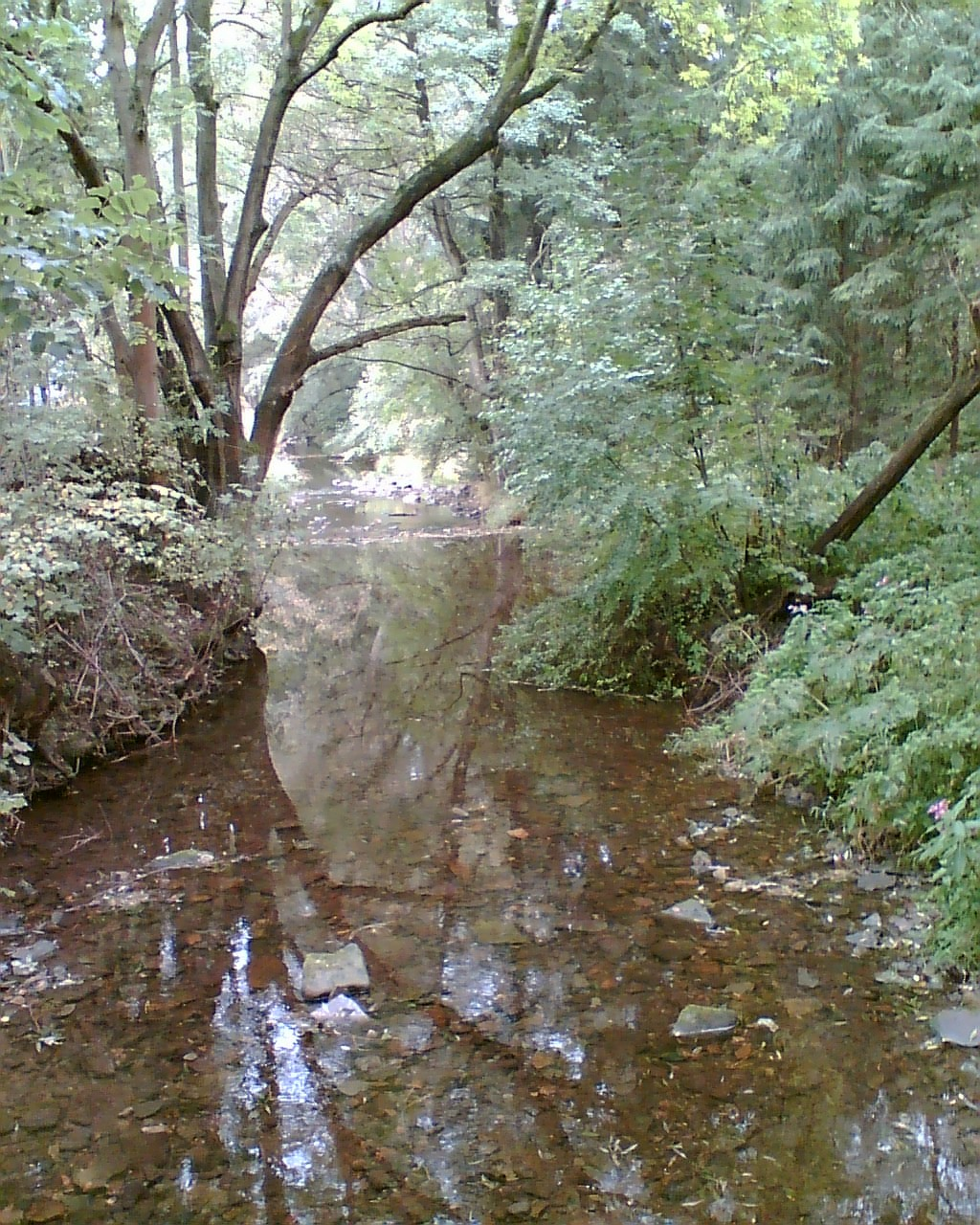
De Lenne bij Wickensen

## Geboren
- Wilhelm Raabe (8 september 1831 – Brunswijk, 15 november 1910), schrijver van romans en novellen uit het poëtisch realisme

## Niet te verwarren met
- Eschershausen (Uslar), in de gemeente Uslar, eveneens in het Wezergebergte gelegen, maar circa 40 kilometer verder naar het zuiden.

- Gemeinsame Normdatei: 4250227-5
- Nationale Bibliotheek van Tsjechië: ge1202380
- Virtual International Authority File: 235128288
- WorldCat: E39PBJbH3Trj9wDP9dqGg8F7pP

Arholzen · 
Bevern · 
Bodenwerder · 
Boffzen · 
Brevörde · 
Deensen · 
Delligsen · 
Derental · 
Dielmissen · 
Eimen · 
Eschershausen · 
Fürstenberg · 
Golmbach · 
Halle · 
Hehlen · 
Heinade · 
Heinsen · 
Heyen · 
Holenberg · 
Holzen · 
Holzminden · 
Kirchbrak · 
Lauenförde · 
Lenne · 
Lüerdissen · 
Negenborn · 
Ottenstein · 
Pegestorf · 
Polle · 
Stadtoldendorf · 
Vahlbruch · 
Wangelnstedt